# Hugo Bianchi
Hugo Bianchi (Fortaleza, 29 de abril de 1926 — Fortaleza, 18 de janeiro de 2022) — nascido Hugo Alves Mesquita, foi um bailarino, professor e coreógrafo brasileiro. 

## Vida
Começou a carreira de bailarino aos dezessete anos. Aluno assíduo, tornou-se destaque nas grandes apresentações do palco principal do Theatro José de Alencar.Também prestou grandes contribuições ao teatro cearense. Formou-se bailarino pelo Serviço Nacional de Teatro do Rio de Janeiro, aperfeiçoou sua técnica com Eros Volúsia, Dina Nova, Maria Olenewa, Vaslav Veltchek, Tatiana Leskova e David Dupré.
Com técnica e grande interpretação, logo foi estudar balé no Rio de Janeiro, onde morou anos, onde logo passou a ensinar. Foi aclamado pela crítica, e pelos especialistas o melhor bailarino brasileiro de todos os tempos, eternizou-se nas interpretações brilhantes do balé Dom Quixote.
Em Fortaleza foi professor de bailarinas como Goreth Quintela e Madiana Romcy. Em 1966 fundou o Ballet Hugo Bianchi, o qual dirige até hoje, vinculado à prefeitura e referente ao Ballet Municipal de Fortaleza, é diretor e responsável pela formação de bailarinas como: Monica Luiza, Madiana Romcy, Goretti Quintela, Elioneide, Socorro Quintela entre outras. Ao lado dele trabalham grandes estrelas: Douglas Mota, Emília Gregorina; e seu projeto proporciona bolsas de estudo para que as alunas possam estudar a dança mais facilmente. É citado sempre como formador de estrelas. Foi condecorado com a Medalha Boticário Ferreira, da Câmara Municipal de Fortaleza e o Troféu Albanisa Sarasate, do Festival Vida e Arte. Foi homenageado com o troféu Sereia de Ouro em 2006. Recebeu o Prêmio SATED CE DIA DO ARTISTA em 2008, na categoria de dança.